# Kejnu
Kejnu ist eine Indie-Rock-Band aus Zürich in der Schweiz. Sie wurde gegründet von dem Sänger, Multiinstrumentalisten und Multimedia Künstler Nuél Schoch (mit richtigem Namen Manuel Schoch). Die Musik der Band reicht von Alternative (Musik), Indie-Rock und Post-Rock bis Folk, Pop und Electronica.

## Geschichte
2005 wurde Kejnu mit der Produktion des Debüts Induelo von Bandleader Nuél Schoch ins Leben gerufen. Nuél wurde am 27. Dezember 1982 in Männedorf am Zürichsee geboren und wuchs im benachbarten Dorf Feldmeilen auf. Er lernte früh Gitarre spielen und produzierte bereits mit 14 Jahren seine eigenen, mit einem Tascam 4-Spur-Kassettengerät aufgenommenen Demotapes, die er unter seinem gebürtigen Vornamen Manuel im Familien- und Freundeskreis vertrieb.
Zweites Mitglied in der heranwachsenden Band war Alessandro Giannelli im Jahr 2006, der nach der Veröffentlichung von Induelo bei der Produktion von Companion als Schlagzeuger einstieg. Zu diesem Zeitpunkt fing Giannelli sein Studium an der ZHdK als Jazz-Schlagzeuger an. Die ersten Konzerte wurden nur zu zweit mit Gast-Cellistin Bianca Riesner bewältigt, bevor 2008 das dritte Mitglied Reza Dinally dazustiess. Es folgten Jonas Lüscher, Ambrosius Huber und nach der Veröffentlichung des dritten Albums I Have No Arms and No Legs (SAÏKO Records) schliesslich Ramon Ziegler an Rhodes und Synthesizer. 2014 veröffentlichte die Band das Doppelalbum Centillion (Radicalis) und tourte mit dem neuen Bassisten James Varghese. Seit 2020 wurden über das Berner Label Mouthwatering Records eine Reihe von Singles herausgegeben, darunter Waterhole, Time To Go, Photons, Portal, Apeland und Fake Eyebrows. Diese Singles bereiten die Veröffentlichung des fünften Albums an, welches ab Herbst 2021 erscheint.
Auch heute noch werden alle Songs von Nuél Schoch geschrieben und zum grössten Teil im Alleingang eingespielt und im eigenen Studio produziert. Er gestaltet Artworks, macht Musikvideos und zeigt auf seinen Social-Media-Kanälen seine künstlerischen Spielereien und Kreationen.

## Name
Der Bandname Kejnu wird ausgesprochen wie er geschrieben wird (kej wie in 'O.K.', nu wie in 'Nummer'). Er wurde aus dem lateinischen Begriff arcanum (Geheimnis, geheim) und dessen Verwendung in einer Reihe von experimentellen Instrumentalaufnahmen abgeleitet. Der Name hat keine eigentliche Bedeutung. Ausschlaggebend für dessen Verwendung war, dass der Name zu diesem Zeitpunkt weltweit auf keiner Seite im Internet gefunden wurde.

## Diskografie
| Titel                      | Jahr | Label                 | Vertrieb                                 | Songs |
| -------------------------- | ---- | --------------------- | ---------------------------------------- | ----- |
| Fake Eyebrows              | 2021 | Mouthwatering Records | -                                        | 1     |
| Apeland                    | 2021 | Mouthwatering Records | -                                        | 1     |
| Portal                     | 2020 | Mouthwatering Records | -                                        | 1     |
| Photons                    | 2020 | Mouthwatering Records | -                                        | 1     |
| Time To Go                 | 2020 | Mouthwatering Records | -                                        | 1     |
| Waterhole                  | 2020 | Mouthwatering Records | -                                        | 1     |
| Centillion                 | 2014 | Radicalis             | Irascible                                | 20    |
| I Have No Arms and No Legs | 2010 | SAÏKO Records         | Irascible, Believe Digital               | 11    |
| Dead and Dormant - EP      | 2010 | SAÏKO Records         | Believe Digital                          | 3     |
| Last Man Standing          | 2009 | -                     | iMusician Digital                        | 1     |
| Companion                  | 2008 | -                     | iMusician Digital, Gratis Album-Download | 11    |
| Induelo                    | 2006 | -                     | Fontastix, iMusician Digital             | 14    |

## Kunst, Grafik und Video
Nuél Schoch war als Teenager schon intensiv künstlerisch tätig und gestaltete seine eigenen Demotape-Cover. Nach einigen Jahren im Treuhandbüro entschied er sich im Jahr 2000 für einen kreativeren Werdegang und besuchte den Gestalterischen Vorkurs an der Gestaltungsschule Punkt G und hat 2003 schliesslich Bildende Kunst an der F+F Schule für Kunst und Mediendesign in Zürich studiert. Er zeichnet humorvolle, makabre und nachdenkliche Zeichnungen und macht bunte, experimentelle grafische Kunstwerke, Artworks und Animationen. Er bedient sich gerne eigenem Archivmaterial, gesammelten Fotografien und Postkarten, Elementen aus dem Bereich der digitalen Collage oder Glitch-Kunst und bewegt sich zunehmend in die Richtung des Kreativen Programmierens (Creative Coding), beispielsweise mit p5.js. Er hat ausserdem ein Zertifikat in Web-Entwicklung und gestaltet und programmiert Webseiten. Schochs Mix aus Musik, Grafik und Kunst prägt das Erscheinungsbild der Band, sei es in Artworks, Webseiten, in Videos und auf Social Media.

## Texte
In den bisher ausschliesslich englischen Songtexten von Kejnu geht es mehrheitlich um Visionen, Fiktionen, Tag- und Nachtträume und um eigene Zustände der Hypersensitivität und Soziophobie. Es werden regelmässig Themen wie Technologie, Natur, Körper, Tod und Weltall thematisiert. Nuél Schoch schneidet in den neueren Werken öfters den Umgang mit Social Media und die damit verbundenen Sehnsüchte, Hoffnungen und Zweifel an.

## Webseiten und Social Media Profile
- Offizielle Website
- Webseite von Mouthwatering Records
- Offizielles Instagram-Profil
- Offizielles Spotify Profil
- Offizielles Facebook-Profil
- Offizielles Youtube Profil

## Reviews
- SYFFAL
- Review im Tracks-Magazin
- Plattentests
- Beatblogger.de
- CDstarts.de
- Amusio
- ZueriTipp
- Bewegungsmelder
- Swiss Music Export
- Blueprint Fanzine
- 20 Minuten
- 78s
- Nahaufnahmen